# كارلوس سكويو
كارلوس سكويو (بالإسبانية: Carlos Squeo)‏ مواليد 4 يونيو 1948 في دوك سود، الأرجنتين - الوفاة 8 سبتمبر 2019، كان لاعب ومدرب كرة قدم أرجنتيني كان يلعب كمدافع. سبق له أن لعب في كأس العالم لكرة القدم مع منتخب بلاده.

## المسيرة الاحترافية
بدأ سكويو مسيرته المهنية مع نادي راسينغ في عام 1969، وأصبح أحد أكثر لاعبي النادي خدمةً لأطول فترة، حيث سجل 305 مباراة و35 هدفًا للنادي في ثلاث فترات.
قضى سكويو فترة قصيرة مع فيليز سارسفيلد في عام 1973 قبل أن يعود إلى راسينغ في 1974. في وقت لاحق من ذلك العام، تم استدعاؤه للعب مع الأرجنتين في كأس العالم 1974، لكنه شارك فقط في مباراتين في المسابقة.
في عام 1977، تم بيع سكويو إلى بوكا جونيورز حيث كان جزءًا من الفريق الفائز بكأس ليبرتادوريس 1978.
في عام 1979 انضم سكويو إلى الفريق (المنحل الآن) جالوس دي خاليسكو في المكسيك، وعاد إلى الأرجنتين في عام 1981 ليلعب مع نادي لوما نيجرا دي أولافاريا.
ثم انضم سكويو إلى انيستتوتو في عام 1983 قبل أن يتخلى عن أحد الأقسام لمحاولة مساعدة نادي راسينغ على استعادة مكانتهم في دوري الدرجة الأولى الأرجنتيني.
كان سكويو قد قضى فترة أخيرة مع نادي أتليتيكو بيلغرانو قبل أن يقضي السنوات الأخيرة من حياته المهنية في اللعب في الدوريات الدنيا لـ سبورتيفو دوك سود ونادي خريجي فيلا ماريا في عام 1986 تحت قيادة المدرب ميغيل أنجيل برينديزي.

### أندية لعب لها
- نادي راسينغ
- فيليز سارسفيلد
- بوكا جونيورز
- ولاية خاليسكو
- انيستتوتو
- نادي أتليتيكو بيلغرانو
- سبورتيفو دوك سود

## التدريب
عمل سكويو مساعدًا ميدانيًا لبرينديزي لسنوات عديدة بعد تقاعده كلاعب. عمل مع برينديزي في عدد من الأندية بما في ذلك نادي راسينغ وبوكا جونيورز وإنديبندينتي وهوراكان ونادي لانوس وإسبانيول في إسبانيا وفريق كرة القدم الوطني في غواتيمالا.

## إنجازاته
فاز مع نادي بوكا جونيورز بكأس ليبرتادوريس عام 1978.

## روابط خارجية
- كارلوس سكويو على موقع الاتحاد الدولي (مؤرشف)  (الإنجليزية)
- كارلوس سكويو على موقع قاعدة بيانات كرة القدم.إي يو (الإنجليزية)
- كارلوس سكويو على موقع ناشيونال فوتبول تيمز (الإنجليزية)
- كارلوس سكويو على موقع عالم كرة القدم.نت (الإنجليزية)